# Железнодорожный транспорт в Волгоградской области
На территории Волгоградской области проложено 1600 км железных дорог. Из них большая часть принадлежит Приволжской железной дороге (Волгоградское и Астраханское отделение) и небольшая часть, на севере области Юго-Восточной дороге и Ростовский регион Северо-Кавказской железной дороги — до Котельниково. 
Пересекающую область с севера на юг реку Волга дорога преодолевает по железнодорожному переходу на Волжской ГЭС (построена в 1961 году).
На территории Волгограда действует детская железная дорога — Приволжская детская железная дорога.

## История

### Начало пути - XIX век
1846 год — В связи с развитием перевозок по Волге и Дону между пристанями Дубовка и Качалино была построена крупнейшая в России (около 60 км) конно-бычья рельсовая узкоколейная дорога, которая введена в действие 5 ноября 1846 года. Дорога имела 235 вагонов. Перевозка грузов по ней стоила очень дорого. Дорога просуществовала недолго и была закрыта в 1855 году.
В декабре 1858 года — Создано акционерное общество Волго-Донской железной дороги, а в апреле 1859 года началось строительство Волго-Донской железной дороги от Царицына до Калача.
5 мая 1862 года — Вступила в строй Волго-Донская железная дорога, которая по времени пуска была первой в Нижнем Поволжье и третьей в России (по другим данным — четвёртой). Дорога была проложена от Царицына до Калача-на-Дону и соединила Волгу и Дон в месте их наибольшего сближения. Начиналась она станцией «Волжская» на набережной, шла до станции «Садовая» по Ельшанскому оврагу, и далее до станции «Донская» в районе Калача-на-Дону. Строительная длина дороги составила 74 версты 444 сажени. Тогда же был построен первый деревянный вокзал на берегу Волги.
В течение 1866 года с Волги на Дон и обратно по Волго-Донской железной дороге было перевезено 5581194 пуда грузов. Волго-Донская железная дорога располагала 8 локомотивами и 240 платформами.
1869 год — Железная дорога между Царицыном и Калачом, дала валовый повёрстный доход в 7063 рубля — самый высокий показатель на железнодорожной сети России. К этому времени Волго-Донская дорога полностью окупила затраты на её сооружение (4 595 810 рублей). В том же году, Государь Наследник Цесаревич Александр Александрович и Его Супруга, Государыня Цесаревна Мария Федоровна совершали путешествие по реке Волге, а 27 июля 1869 года Их Высочества в Царицыне сели в особый поезд Волго-Донской железной дороги и через два часа прибыли на Калачевскую станцию, где были встречены атаманом Чертковым, почетным караулом от гвардейских казачьих частей и казаками. Далее высокие гости посетили Новочеркасск, откуда убыли уже по Грушевско-Донской дороге в направлении Аксайской.
20 июня 1869 года была утверждена концессия Борисоглебского земства на строительство Грязе-Царицынской железной дороги составлявшейся из Грязе-Борисоглебской и Борисоглебско-Царицынской железных дорог. Сооружение участка Грязи — Борисоглебск протяжённостью 196 вёрст и 198 саженей завершено в декабре того же года. Строительство вело акционерное общество Юго-Восточных железных дорог.
К декабрю 1870 года открыт участок дороги Борисоглебск — Филоново длиной 104 версты 40 саженей, а к июлю 1871 года
построено 264 версты 73 сажени дороги от Филоново до Царицына. 17 декабря 1871 года Грязе-Царицынская железная дорога была окончательно введена в эксплуатацию, соединив Нижнее Поволжье с центром России.
1871 год — В Царицыне появилось первое кирпичное здание вокзала (на месте современного железнодорожного вокзала «Волгоград-I»).
В 1878 году Волго-Донская железная дорога вошла в состав 2-го отделения Грязе-Царицынской железной дороги.
15 июня 1893 года Грязе-Царицынская и Козлово-Воронежско-Ростовская железная дорога слились в Юго-Восточные железные дороги.
В 1896 году — с целью совершенствования Царицынского железнодорожного узла и создания непосредственной его связи с пристанями была построена Волжская станция и железная дорога на берегу Волги, соединившая лесные и соляные причалы с основными железнодорожными магистралями.
15 сентября 1897 года — начато движение по железной дороге Царицын — Тихорецкая Владикавказская железная дорога, давшей путь на Северный Кавказ. 10 октября 1897 года через Котельниково — новую станцию в степи, прошел первый паровоз. В июле 1899 года дорога до Тихорецкой, строительной длиной в 500 вёрст 458 саженей, была открыта для правильного движения.
В июле 1900 года пущена в эксплуатацию Восточно-Донецкая железная дорога от станции Кривомузгинская (Калачёвский район) до станции Лихая связавшая Нижнее Поволжье с Донбассом и Украиной. Общая протяжённость участка дороги «Кривомузгинская — Лихая» составила 301 верст и 387 саженей.

### Медия
- Галерея. Железнодорожный вокзал. Сайт «Фото Волгограда». Дата обращения: 13 декабря 2009. Архивировано 12 апреля 2012 года.